# Zeylonechinorhynchus longinuchalis
Zeylonechinorhynchus longinuchalis är en hakmaskart som beskrevs av Fernando och Caetano Xavier Furtado 1963. Zeylonechinorhynchus longinuchalis ingår i släktet Zeylonechinorhynchus och familjen Neoechinorhynchidae. Inga underarter finns listade i Catalogue of Life.